# Otomo Yoshihide
Otomo Yoshihide (Yokohama, 1º agosto 1959) è un compositore giapponese.

## Biografia
Sebbene sia stato principalmente attivo nella musica jazz e in quella sperimentale, Yoshihide è anche ricordato per la sua parentesi nel rock rumorista con i Ground Zero, gruppo da lui fondato nei primi anni novanta. Si è anche cimentato nel minimalismo nei progetti I.S.O. e Filament così come nella realizzazione di diverse colonne sonore per il cinema. A lui sono attribuite oltre cento pubblicazioni.

## Discografia

### Colonne sonore (parziale)
- Lán fēngzheng, regia di Tian Zhuangzhuang (1993)
- Nǚrén sìshí, regia di Ann Hui (1995)
- Blue, regia di Hiroshi Ando (2001)
- Boku wa imōto ni koi o suru, regia di Hiroshi Ando (2007)
- Piece of Cake, regia di Tomorowo Taguchi (2015)
- Inu-ō, regia di Masaaki Yuasa (2021)